# 世界アイスアート選手権

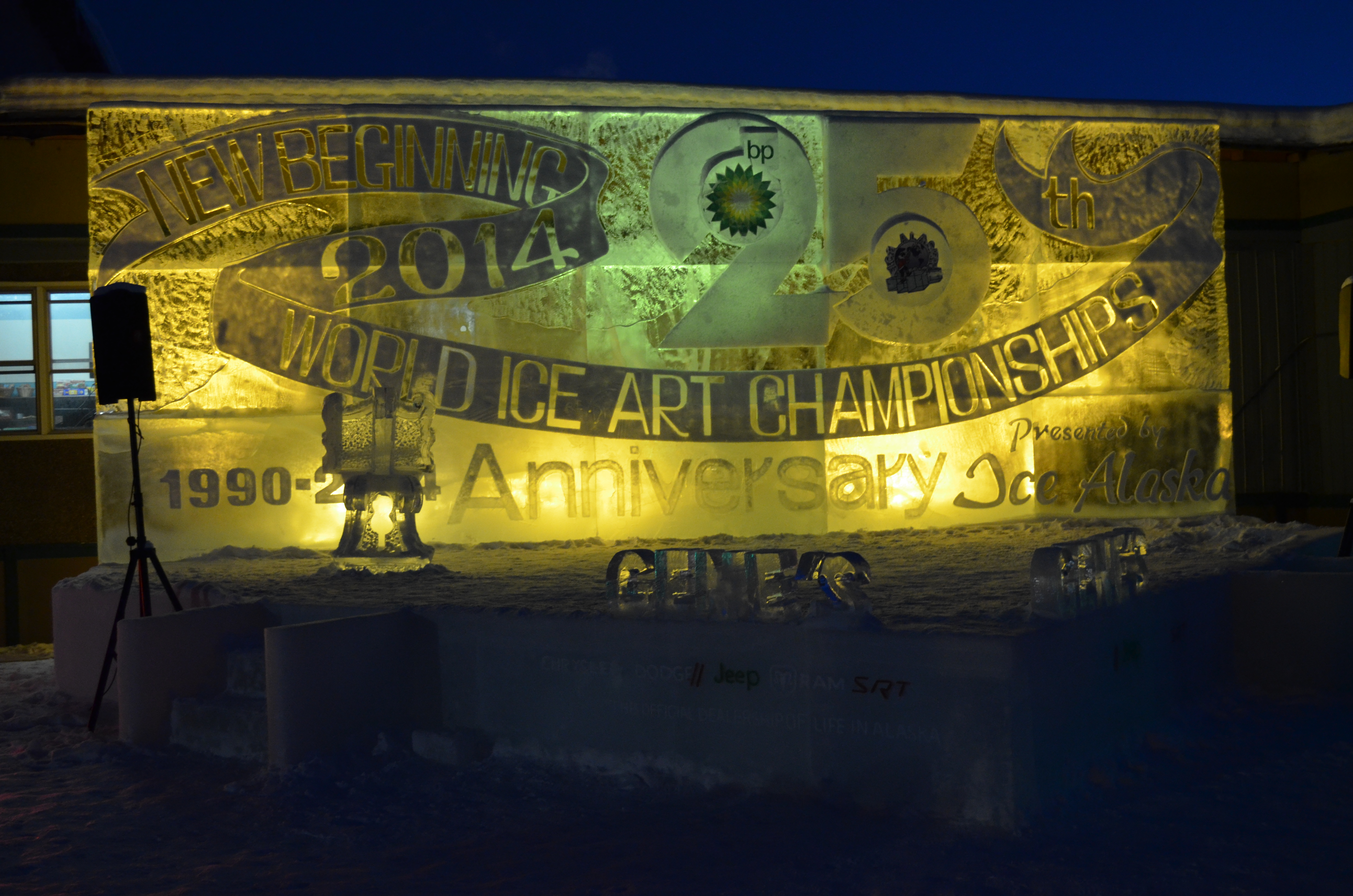
世界アイスアート選手権25周年のステージ

世界アイスアート選手権（英語：World Ice Art Championships）とは、1989年から活動している非営利団体Ice Alaskaによって、アメリカ合衆国アラスカ州フェアバンクスで 1991年から毎年開催されている国際的な氷像コンテストイベントである。本イベントには毎年30か国もの国から100人以上の氷彫刻家が参加する。2004年には、28か国以上の国から、48,000人もの人々が来場した。

## 歴史
非営利団体Ice Alaskaは、1991年に最初の世界アイスアート選手権をフェアバンクスで開催した。この大会には彫刻家16チームが参加し、一週間開催された。今日では、世界中から75チームが参加し、１か月間の開催と拡大している。2011年までは、アラスカ鉄道からパイオニア公園からチェナ川までの8.1 haを借りて開催していた。2012年以降は、 the George Horner Ice Art Parkで開催されている。

## 氷
O'Grady池の深度80フィートから、「arctic diamond」とも称される、とても透明な氷を切り出して使用している。
また、氷は彫刻エリア外の子供用スペースで、氷の滑り台、氷の迷路、アイススケートリンク等でも使用されている。

## 競技会
この大会は、写実主義と抽象表現主義に分割され、そこから3つの部門に分かれる。
- Single Block Classic

２人のチームが、5フィート x 8フィート x 3フィート (4 tons)の氷1ブロックを２日間かけて彫刻する部門。重機は使用できない。
- Multi-Block Classic

4人のチームが、4フィート x 4フィート x 3フィートの氷12ブロックを5日間かけて彫刻する部門。重機の使用は許可されている。
- Fairbanks Open

アマチュア彫刻家も参加できる。特に制限が無い部門

## 勝者
日本から参加のJunichi Nakamura、Tokuji Nakano等がいる。